# Берри, Клиффорд
Клиффорд Эдвард Берри (англ. Clifford Edward Berry; 19 апреля 1918 — 30 октября 1963) помог Джону Винсенту Атанасову создать в 1939 году первый цифровой электронный компьютер — компьютер Атанасова — Берри (АВС).